# Strange Empire
Strange Empire (entwickelt unter dem Namen Janestown) ist eine kanadische Western-Dramaserie des Senders CBC Television. Im März 2015 gab der Sender bekannt, dass keine zweite Staffel bestellt wird. Die Serie endet mit einem Cliffhanger.

## Handlung
Die Serie spielt im Kanada der 1860er Jahre und befasst sich mit dem Leben von drei Frauen, welche um ihr Überleben kämpfen, nachdem alle Männer in ihrem Ort von einer mysteriösen Kraft getötet wurden.

## Besetzung und Synchronisation
Eine deutschsprachige Synchronversion der Serie entstand durch die DMT – Digital Media Technologie GmbH, Hamburg nach Dialogbuch von Detlef Klein und Klaus Schönicke und unter Dialogregie von Klein.

### Hauptbesetzung
| Schauspieler       | Charakter            | Folgen    | Synchronisation    |
| ------------------ | -------------------- | --------- | ------------------ |
| Cara Gee           | Kat Loving           | 1.01–1.13 | Eva Michaelis      |
| Melissa Farman     | Dr. Rebecca Blithely | 1.01–1.13 | Josephine Schmidt  |
| Tattiawna Jones    | Isabelle Slotter     | 1.01–1.13 | Celine Fontanges   |
| Aaron Poole        | John Slotter         | 1.01–1.13 | Jaron Löwenberg    |
| Michelle Creber    | Kelly                | 1.01–1.13 | Julia Fölster      |
| Matreya Scarrwener | Robin                | 1.01–1.13 | Florentine Draeger |

### Nebenbesetzung
| Schauspieler        | Charakter             | Beschreibung                              | Folgen    | Anzahl (Folgen) | Synchronisation       |
| ------------------- | --------------------- | ----------------------------------------- | --------- | --------------- | --------------------- |
| Terry Chen          | Ling                  | Bediensteter von Isabelle                 | 1.01–1.13 | 12              | Bernd Vollbrecht      |
| Joanne Boland       | Morgan Finn           | Bewohnerin von Janestown                  | 1.01–1.13 | 10              | Simona Pahl           |
| Mitch Duffield      | Neill                 | Adoptivsohn von Kat                       | 1.01–1.10 | 8               | Flemming Stein        |
| Bill Marchant       | Dr. Thomas Blithely   | Arzt, Ehemann von Rebecca                 | 1.01–1.08 | 8               | Stephan Benson        |
| Michael Adamthwaite | Jared                 | rechte Hand und Freund von John           | 1.01–1.05 | 5               | Marek Erhardt         |
| Richard de Klerk    | Jeremiah Loving       | Ehemann von Kat                           | 1.01–1.13 | 4               | Jacob Weigert         |
| Anne Marie DeLuise  | Mrs. Briggs           | Besitzerin einer Kantine                  | 1.02–1.13 | 12              | Dagmar Dreke          |
| Marci T. House      | Ruby                  | Köchin der Slotters                       | 1.02–1.13 | 12              | Tanja Dohse           |
| Ali Liebert         | Fiona Briggs          | Tochter von Mrs. Briggs                   | 1.02–1.13 | 10              | Merete Brettschneider |
| Christie Burke      | Miss Logan            | Bewohnerin von Janestown, Hure            | 1.02–1.13 | 9               | Mackie Heilmann       |
| Teach Grant         | Franklyn Case         | Sprecher der Minenarbeiter                | 1.02–1.12 | 9               | Konstantin Graudus    |
| Anja Savcic         | Mary Collacut         | Hure, verkauft ihren Sohn an die Slotters | 1.02–1.11 | 7               | Kristina von Weltzien |
| Tahmoh Penikett     | Marshal Caleb Mecredi | Marshal im nördlichen Montana             | 1.03–1.13 | 8               | Christian Stark       |
| Duncan Ollerenshaw  | Cornelius Slotter     | Vater von John                            | 1.03–1.13 | 5               | Eberhard Haar         |

## Veröffentlichung auf DVD
Die komplette Serie ist beim Label NEW KSM auf DVD und Blu-ray erschienen.